# Kvarteret Pyreneus

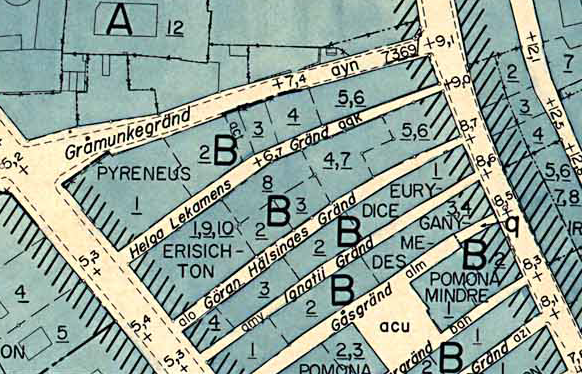
Kvarteret Erisichton på stadsplan över Gamla stan 1978.

Kvarteret Pyreneus är ett långsmalt  kvarter i Gamla stan, Stockholm. Kvarteren omges av Helga Lekamens gränd i söder, Västerlånggatan i öster, Stora Gråmunkegränd i norr och Stora Nygatan i väster. Kvarteret består idag av fem fastigheter där Pyreneus 1 är identiskt med Stora Nygatan 5 och Pyreneus 5 med Västerlånggatan 18. Byggnaden i Pyreneus 2 har intressant medeltida murverk i behåll och i Pyreneus 1 låg Franska reformerta kyrkan mellan 1752 och 1878.

## Namnet
Nästan samtliga kvartersnamn i Gamla stan tillkom under 1600-talets senare del och är uppkallade efter begrepp (främst gudar) ur den grekiska och romerska mytologin. Pyreneus var enligt grekisk och romersk mytologi kung av Thrakien och skildras i Ovidius’ Metamorfoser.

## Kvarteret
Kvarteret är idag det nordligaste av ett knippe smala gränder (så kallade vattugränder) och smala kvarter som sträcker sig västerut från Västerlånggatan mot Mälarens strandlinje som på medeltiden låg betydligt högre upp. Vid den tiden bodde här till stor del yrkesgrupper som behövde vatten för sin yrkesutövning, exempelvis skinnare och slaktare. Fram till mitten av 1940-talet låg tre liknande smala kvarter norr om kvarteren Pyreneus och Mercurius som hete Lychaon, Nessus och Minotaurus. De försvann i och med ombyggnaden av kvarteret Cephalus.

### Pyreneus 1

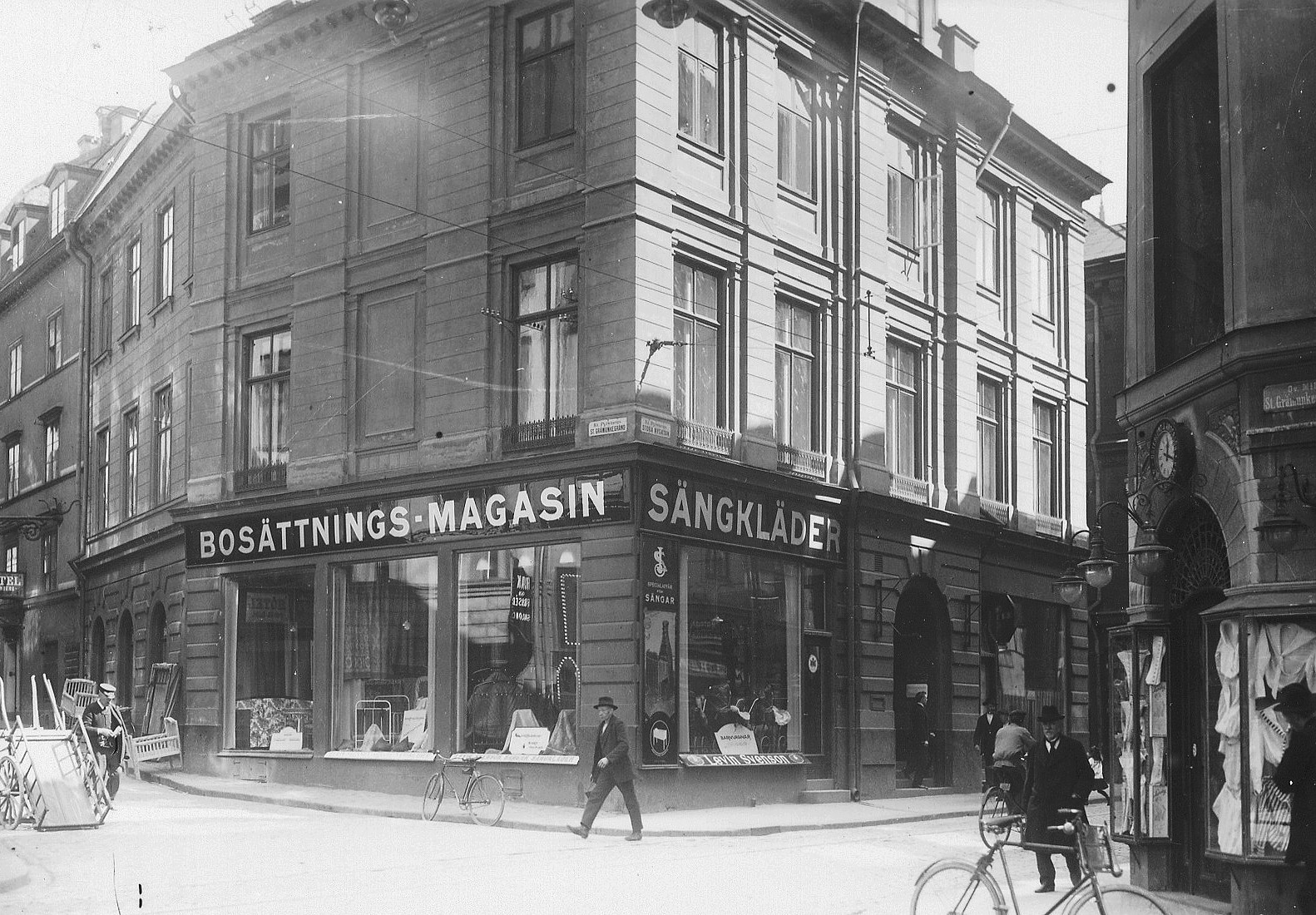
Stora Nygatan 5, 1900.

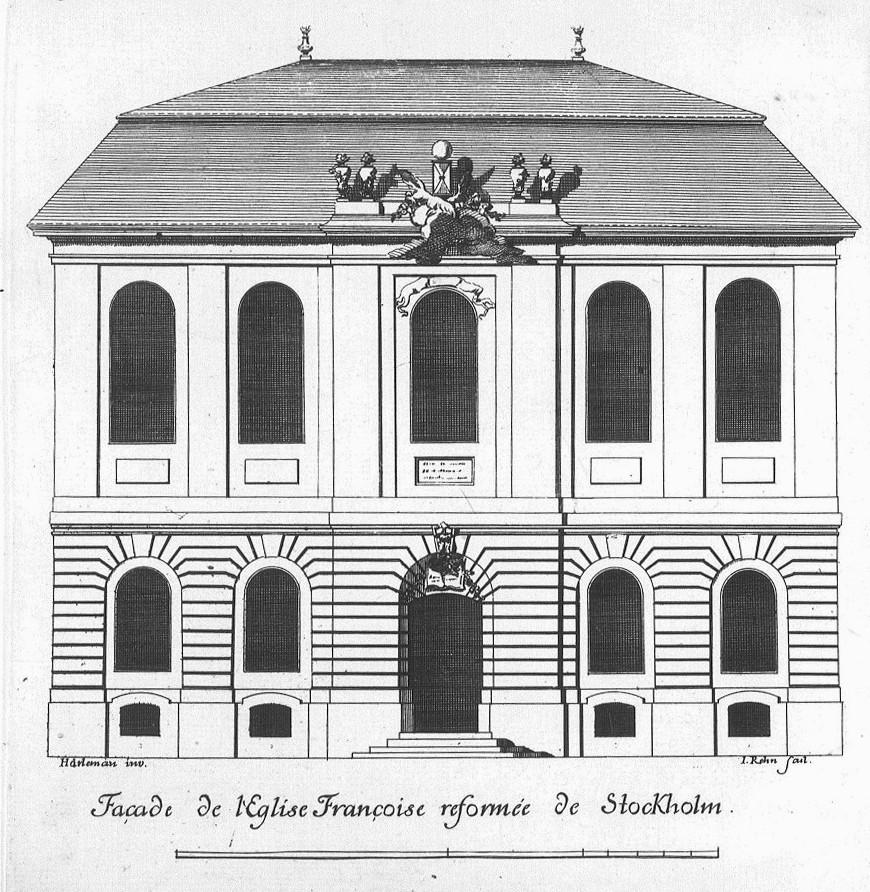
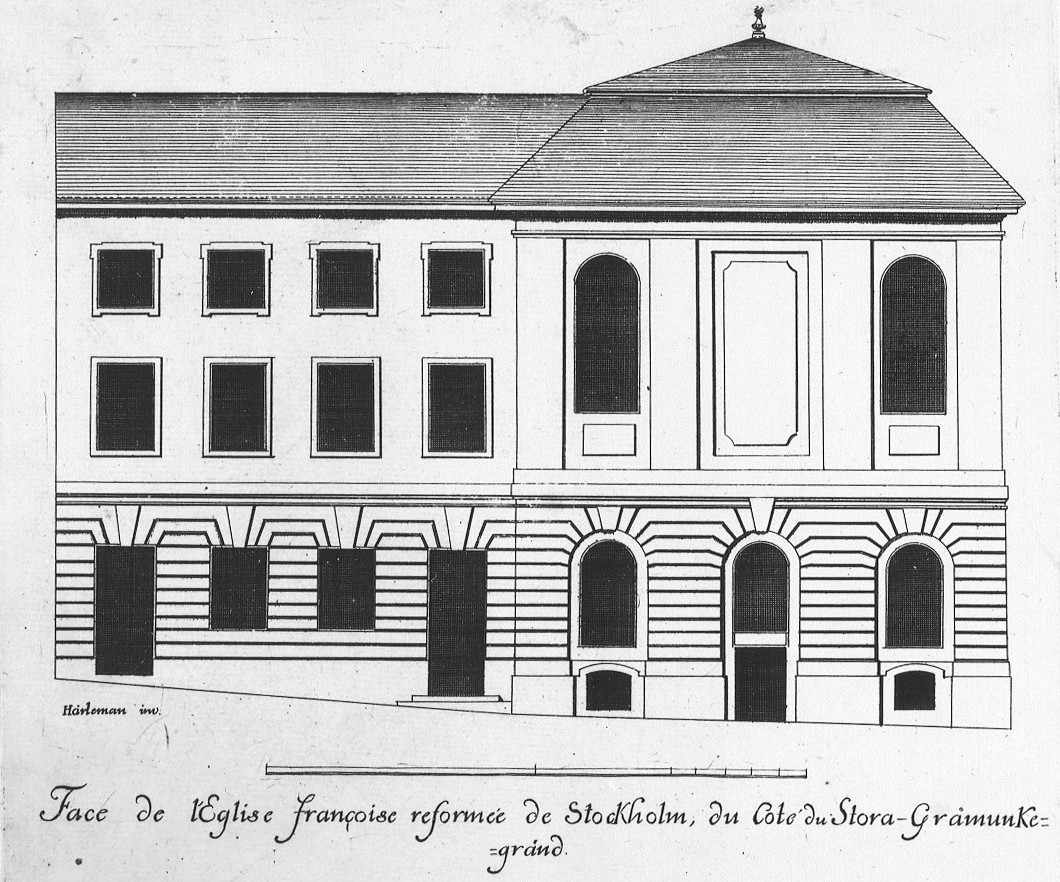
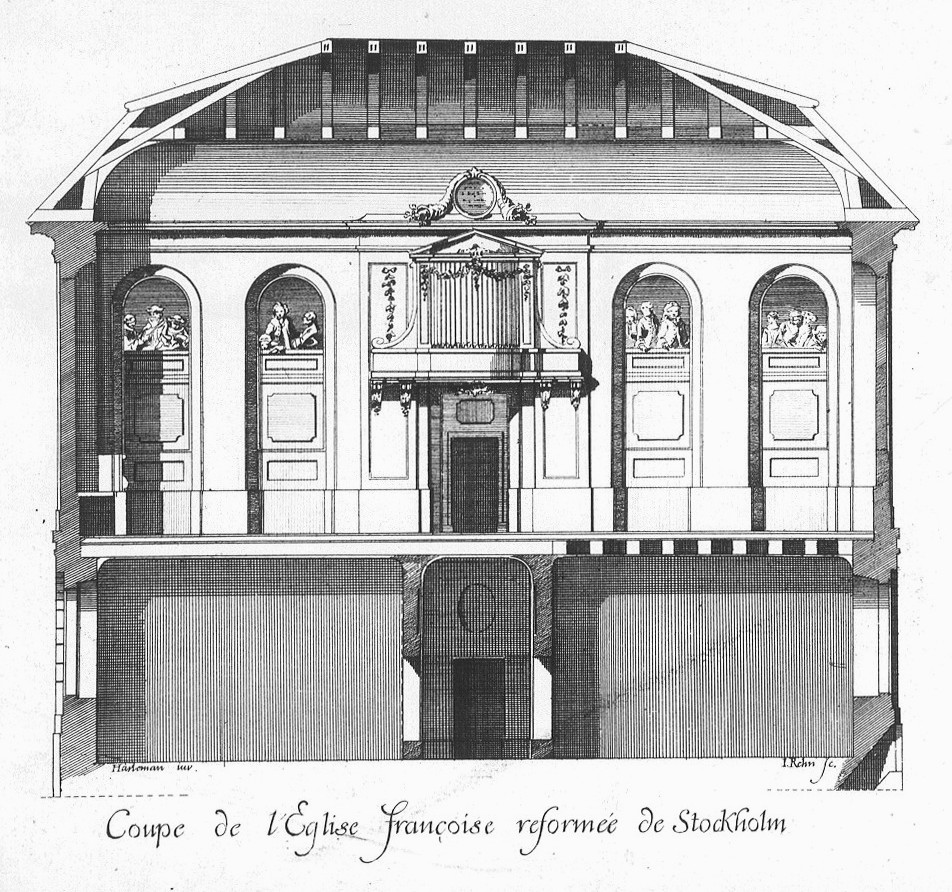
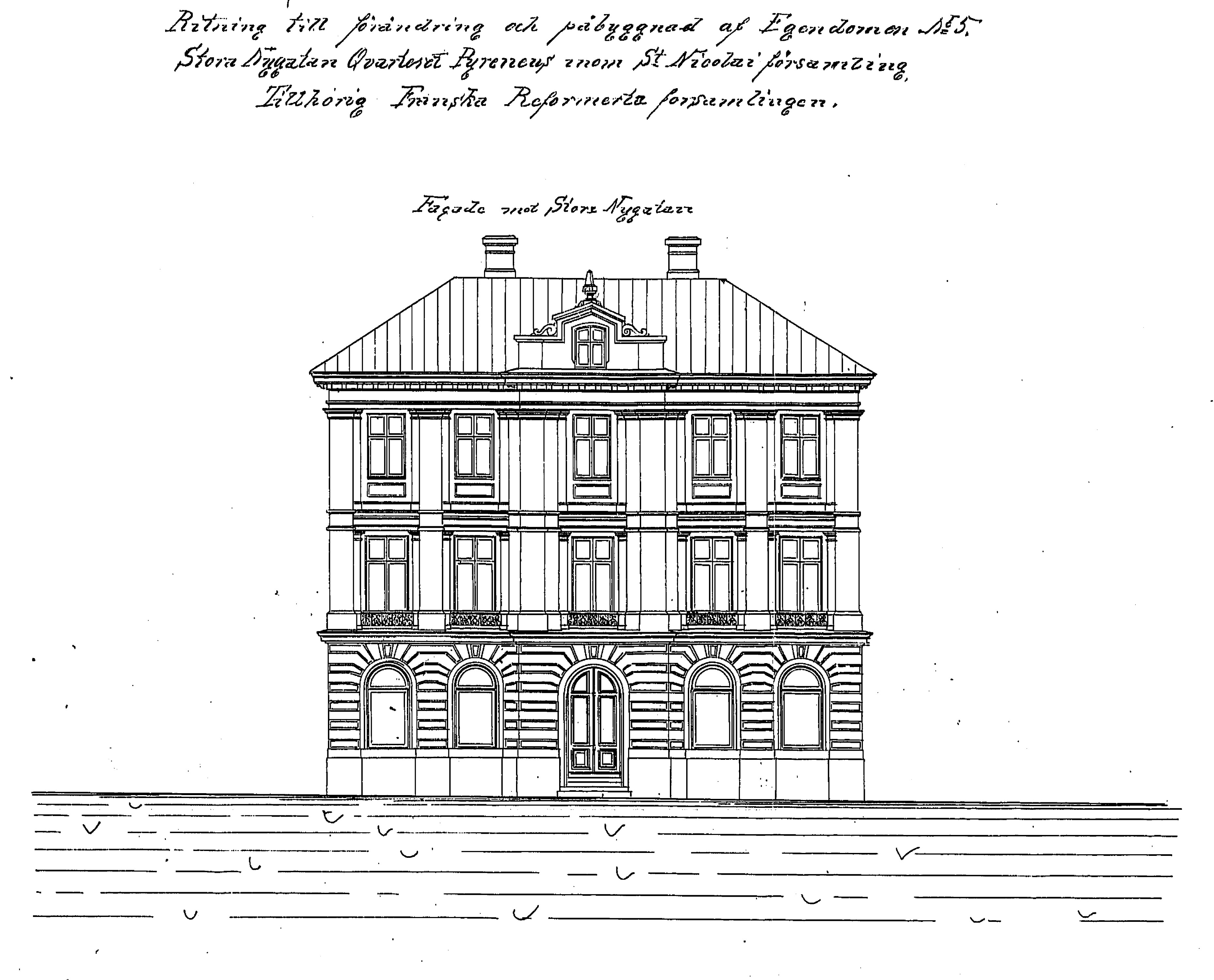
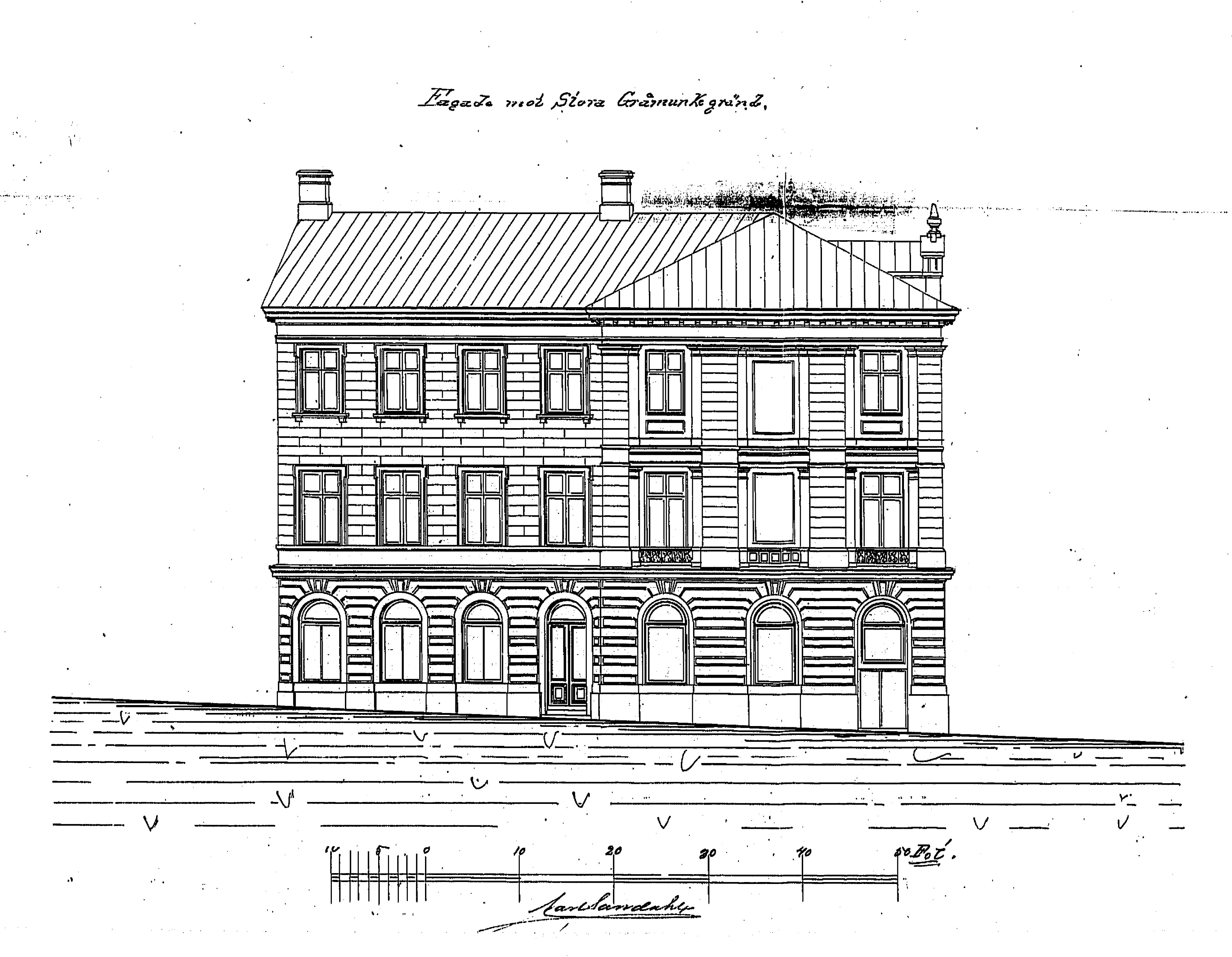
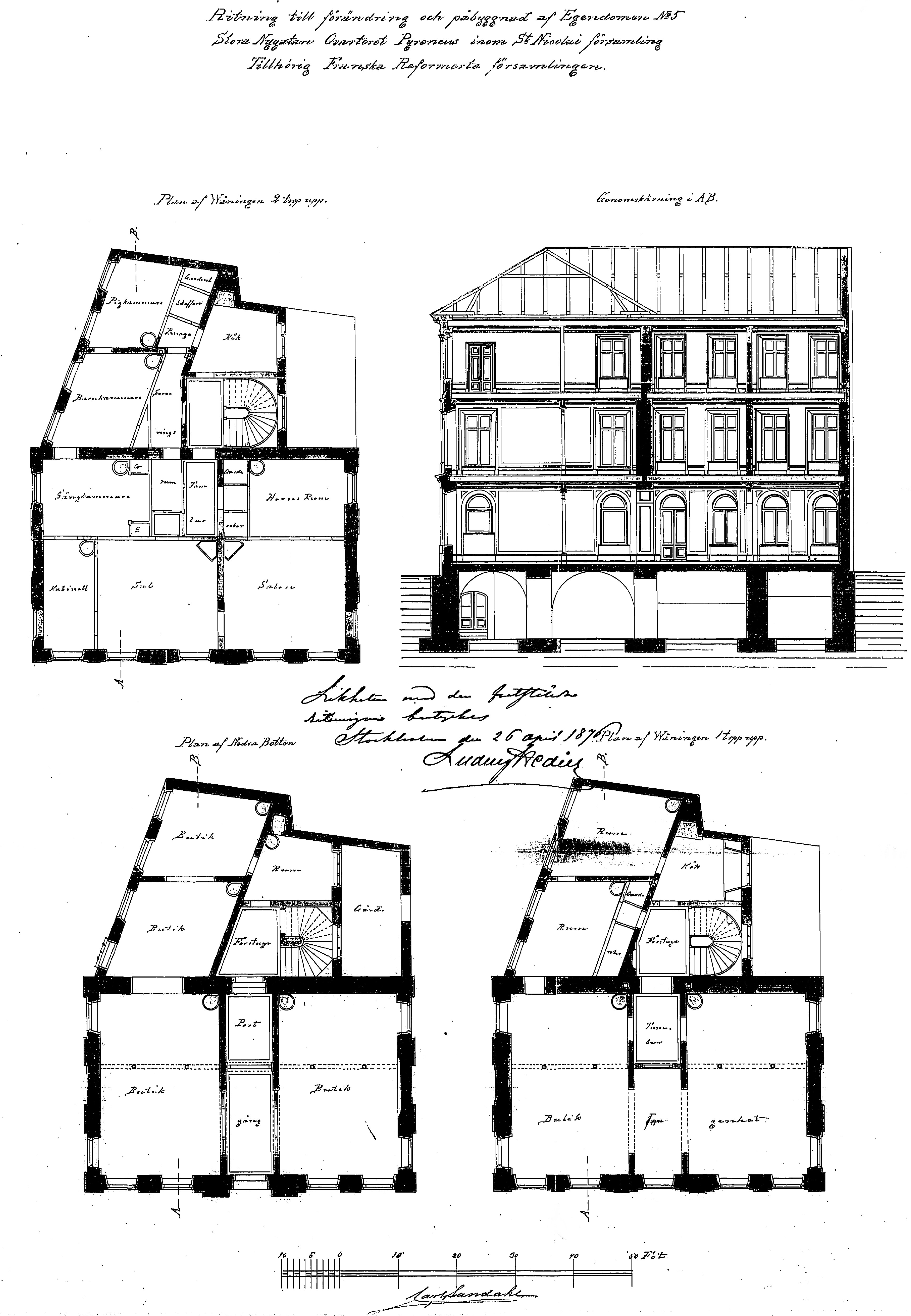

Byggnaden i Pyreneus 1 (Stora Nygatan 5) uppfördes efter ritningar av arkitekt Carl Hårleman och invigdes den 1 januari 1752. Beställare var Franska reformerta kyrkan som 1741 erhållit religionsfrihet i Sverige. Hårleman ritade ett mot gatan tvärställt, rektangulärt kyrkorum i två våningar med kupolformat innertak och stora rundbågiga fönster. Hans arkitektur blev till förebild för 1700-talets praktiskt orienterade kyrkobyggande i landet.
I samband med att Franska reformerta kyrkan flyttade 1878 till nya lokaler vid Humlegårdsgatan 13 byggdes fastigheten Pyreneus 1 om och höjdes med en våning. Ett nytt bjälklag drogs in där kyrkosalen låg. Kyrkan blev till ett affärshus med butiker i två våningar och kontor samt bostäder i den nya översta våningen. Arkitekt var Carl Sandahl och huset fick av honom sitt nuvarande utseende i nyrenässans som inte längre påminner om Hårlemans vackra skapelse från 1700-talets slut. 
I husets bottenvåning mot Stora Gråmunkegränd låg från sekelskiftet 1900 och 26 år framåt Levin Svensons Bosättnings-Magasin, som inte bara sålde sängar, barnvagnar, mattor och gardiner utan även galoscher och paraplyer. Levin Svenson hade även en filial på Humlegårdsgatan 13. Sedan 1968 finns jazzklubben Stampen i samma hörnlokal.
Arkitektritningar för Pyreneus 1 av Carl Hårleman (1748) och Carl Sandahl (1876).

### Pyreneus 2

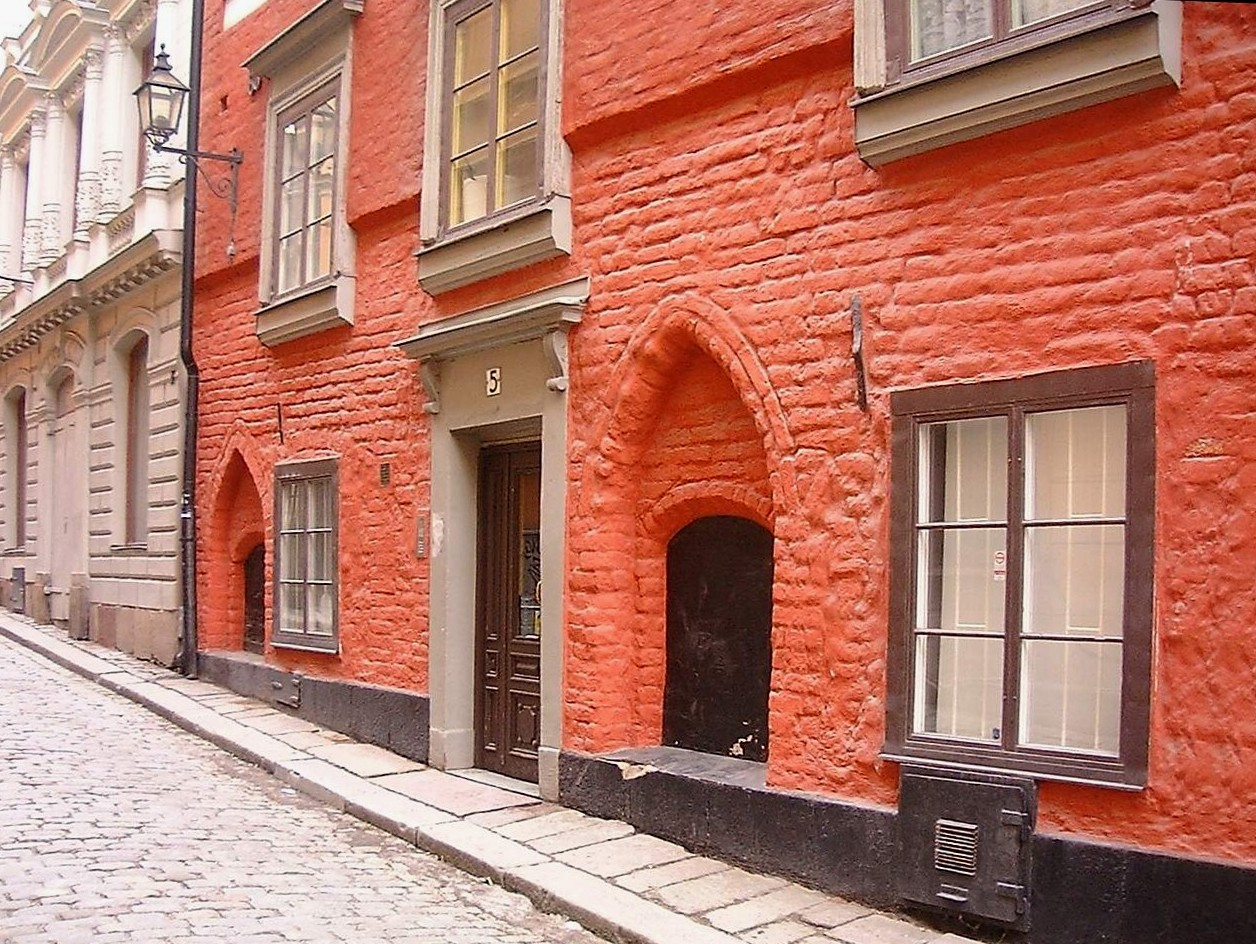
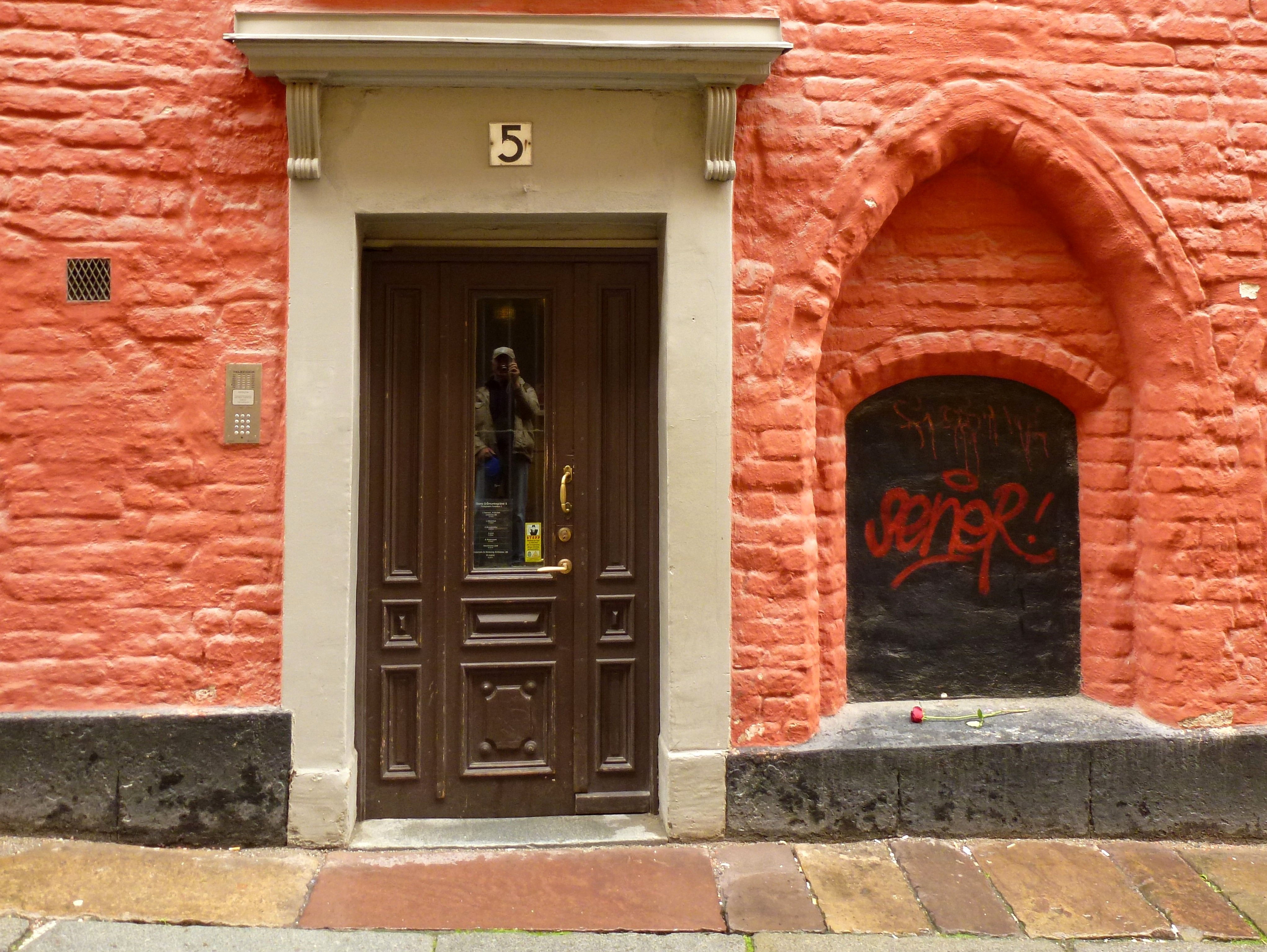
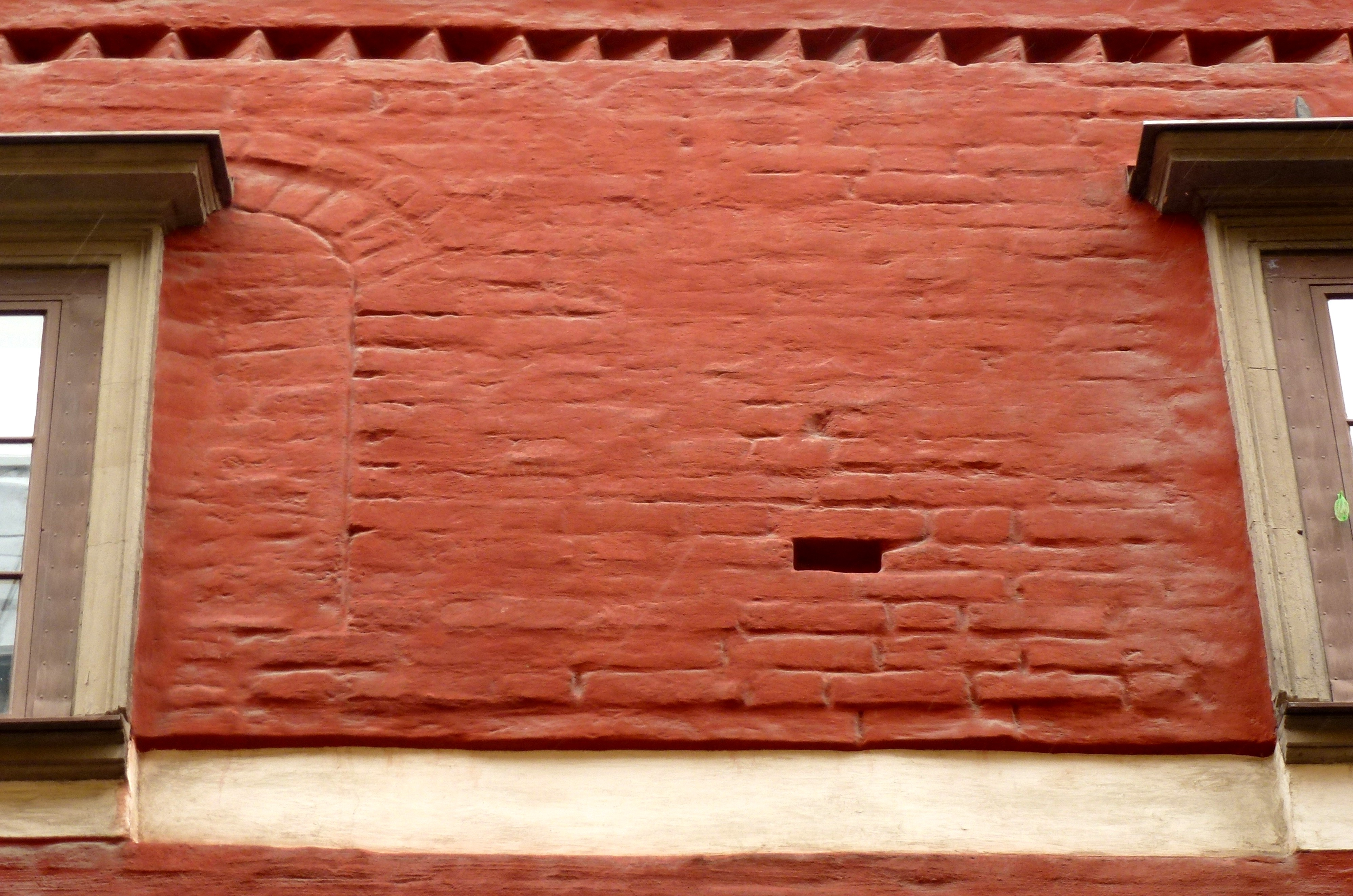
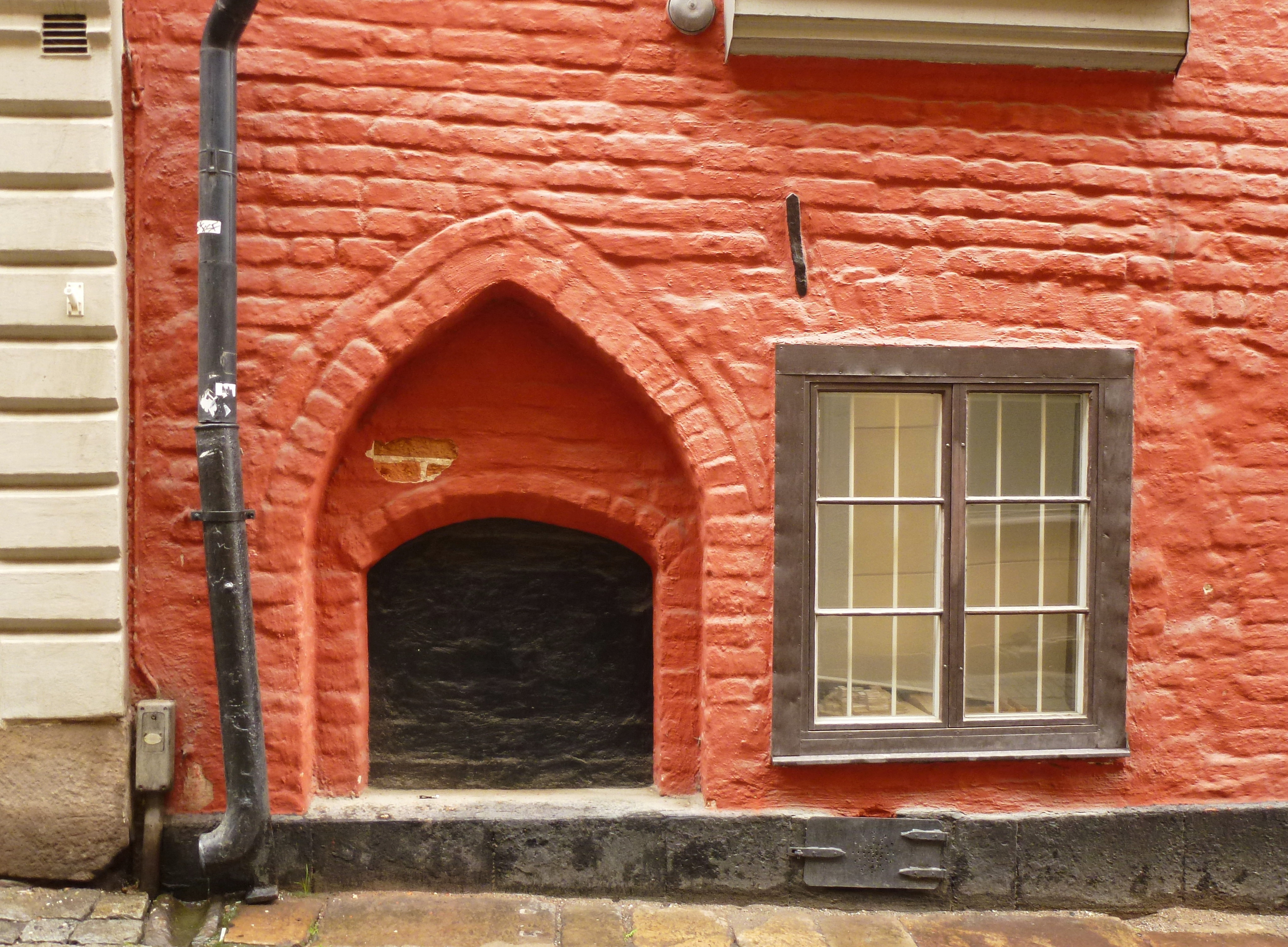
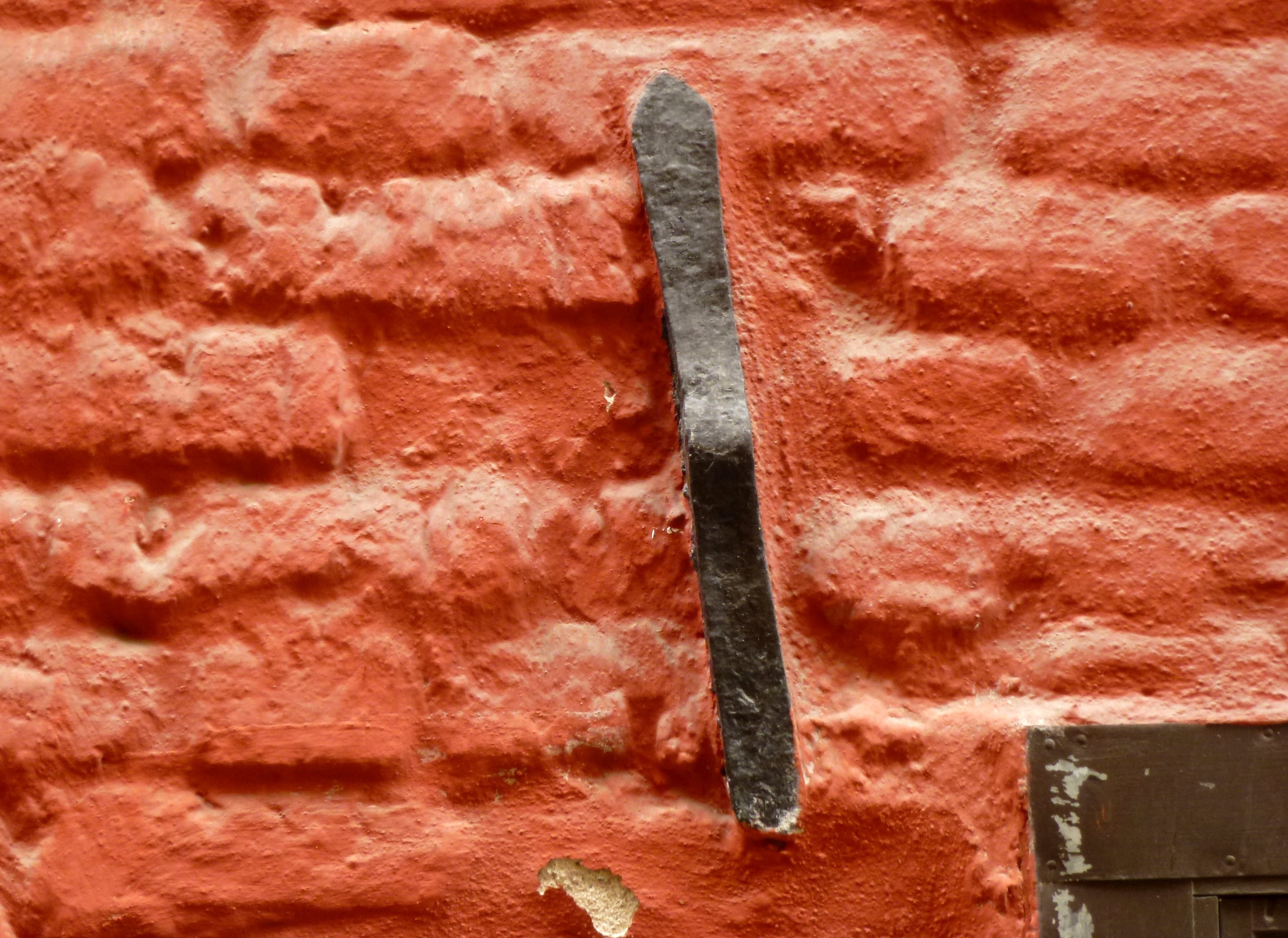

Huset Pyreneus 2 (Stora Gråmunkegränd 5) sticker ut med sin rödmålade fasad. Byggnaden innehåller stora partier av medeltida murverk och fick vid en omfattande restaurering i början av 1970-talet tillbaka delar av sin ursprungliga fasad. De två nedersta våningarna daterades till 1300- eller 1400-talet. Den övre våningen kragar ut med en halv sten för att ge våningen en större yta. Här syns igenmurade bågfönster. Ovanför pryds fasaden av ett så kallat "sågskift", alltså ett band av snedställda tegelstenar. Den tredje våningen byggdes efter en brand på 1500-talets början. På fasaden syns även medeltidens raka, helsmidda ankarslut. Interiört bevarar huset fina tak- och inredningsdetaljer från 1500- och 1600-talen.
Detaljbilder fastigheten Pyreneus 2.

### Pyreneus 3, 4

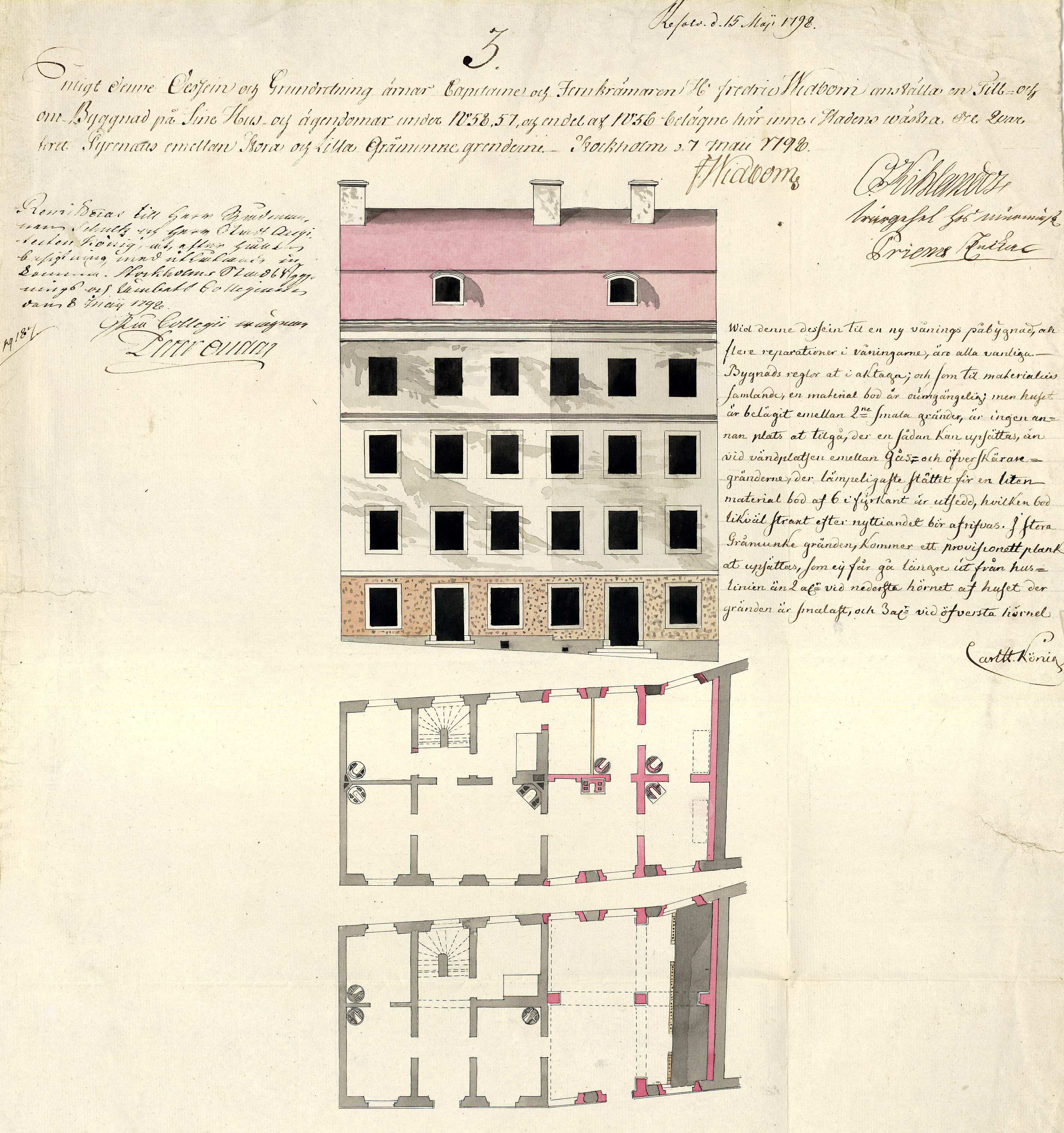
Stora Gråmunkegränd 3, bygglovsritning, 15 maj 1798.

Även i fastigheterna Pyreneus 3 och 4 (Stora Gråmunkegränd  3 och 2) finns delar av medeltida murverk bevarade. Mellan Pyreneus 2 och 3 ligger en igenbyggd gränd som tidigare gick mellan Helga Lekamens gränd och Stora Gråmunkegränd. 
Huset byggdes om och till samt höjdes med en våning år 1798 på uppdrag av järnkrämaren Fredric Widbom. I sin bygglovsansökan från den 15 maj 1798 önskade han "anställa en Till- och om Byggnad på sine Hus och ägendomar under No 58, 57 och en del af No 56 belägne här inne i Stadens wästra del qvarteret Pyrenaus emellan Stora och Lilla Gråmunke grenderne". Vid det tillfälle försvann även gränden mellan Helga Lekamens gränd och Stora Gråmunkegränd.
Ytterligare en större ombyggnad utfördes år 1875 då huset erhöll nuvarande utseende av arkitekt Oskar Erikson. Han ritade en rik dekorerad fasad i stram klassicism med kolonner och pilaster mellan fönstren. Byggherre var grosshandlaren Isaak Hirsch.
I huset Stora Gråmunkegränd 3 hade Bergfalk & Co, delikatesser, fisk- och vilthandel sin verksamhet sedan 1840. År 1846 förvärvades även fastigheten av ägaren Anders Gustaf Bergfalk. Firman var kunglig hovleverantör och fanns här till 1981. Företaget finns fortfarande kvar och ligger idag vid Varuvägen 9 i Älvsjö.

### Pyreneus 5
Fastigheten Pyreneus 5 (Västerlånggatan 18) uppfördes 1753 och fick sitt nuvarande utseende vid en ombyggnad  år 1870 av byggmästare A. Svensson. Husets fasader hade ursprungligen rikare dekor som dock har avlägsnats.

## Nutid bilder

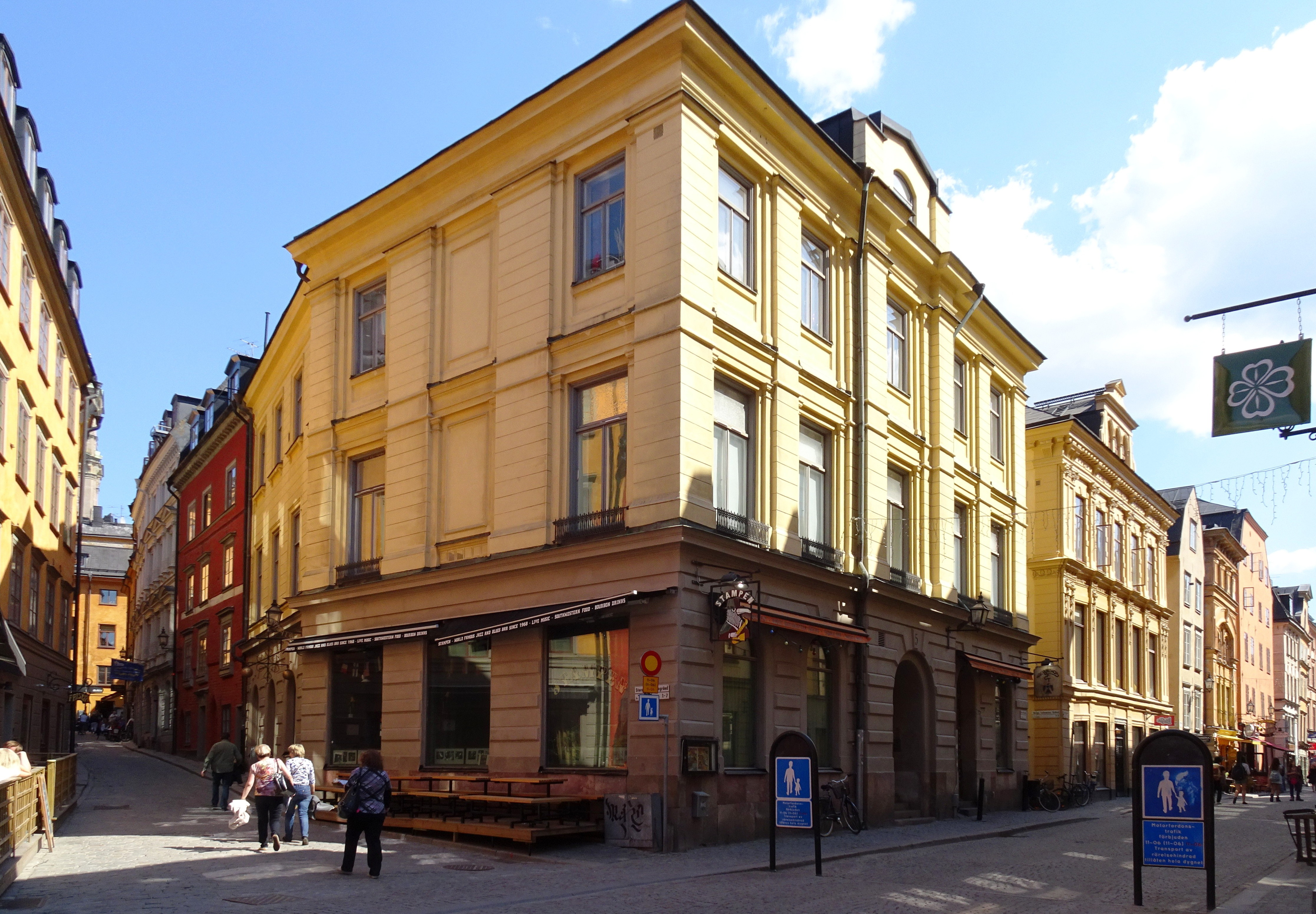
Stora Nygatan 5
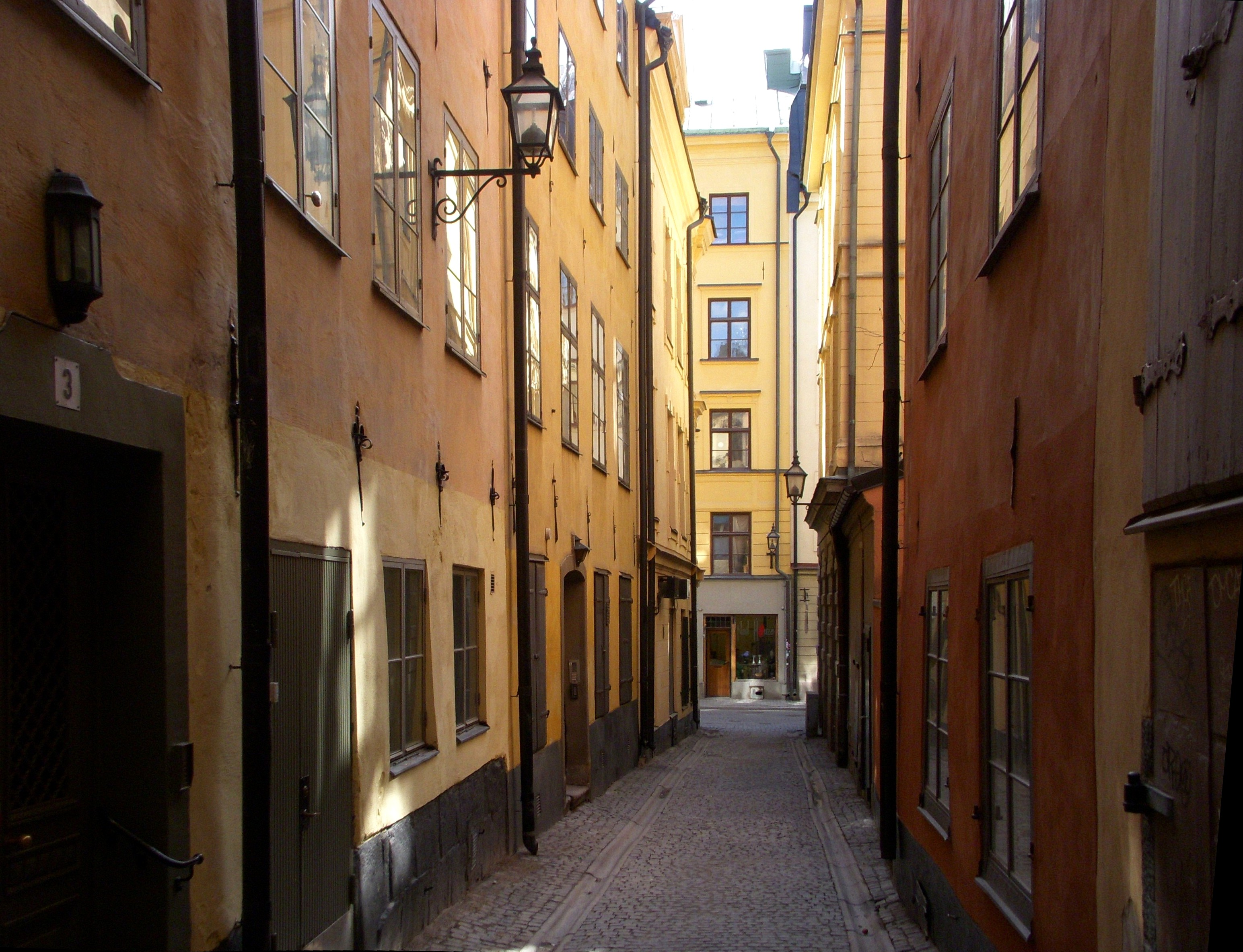
Helga Lekamens, vy mot Stora Nygatan
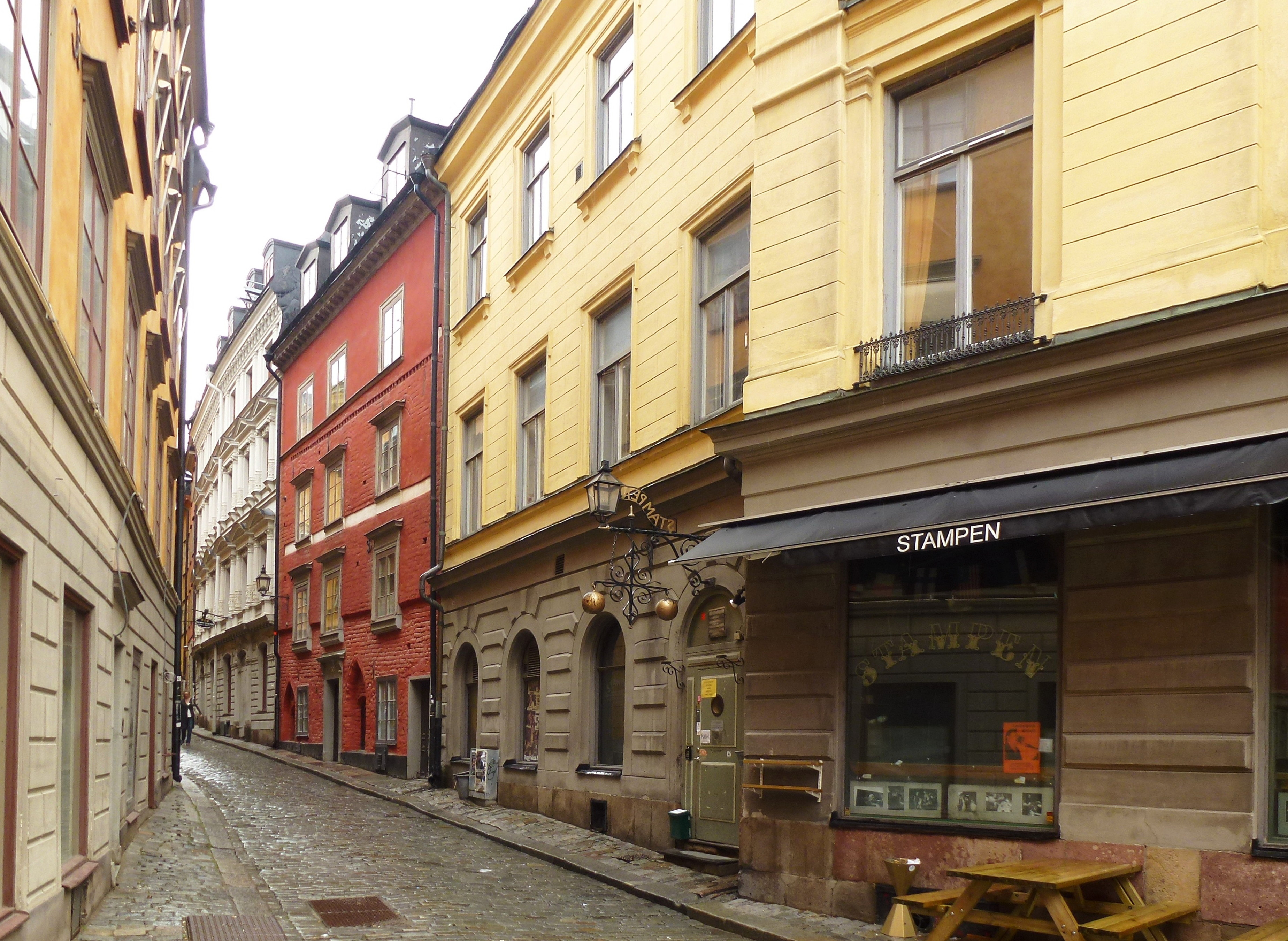
Stora Gråmunkegränd, vy mot Västerlånggatan
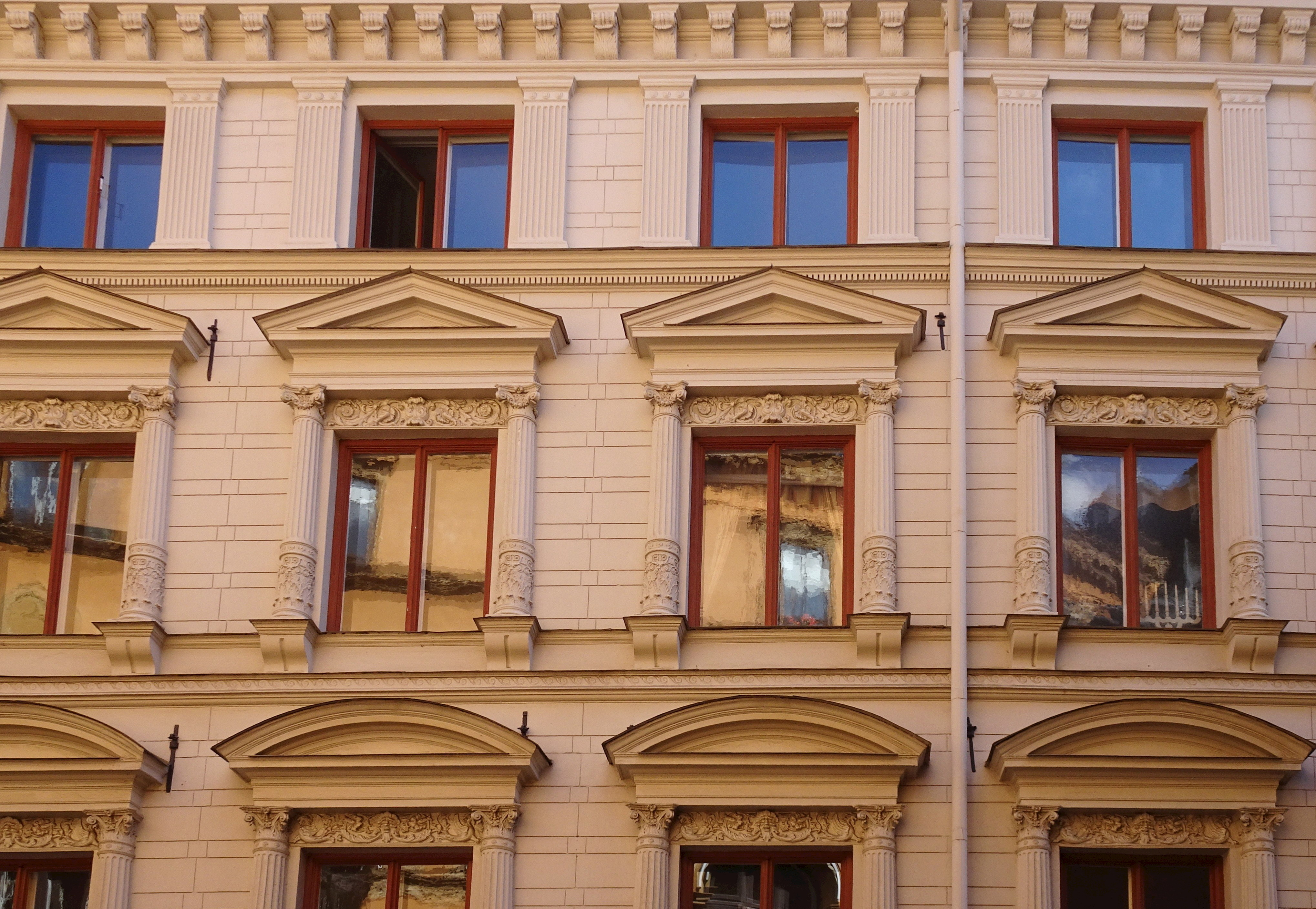
Stora Gråmunkegränd 3
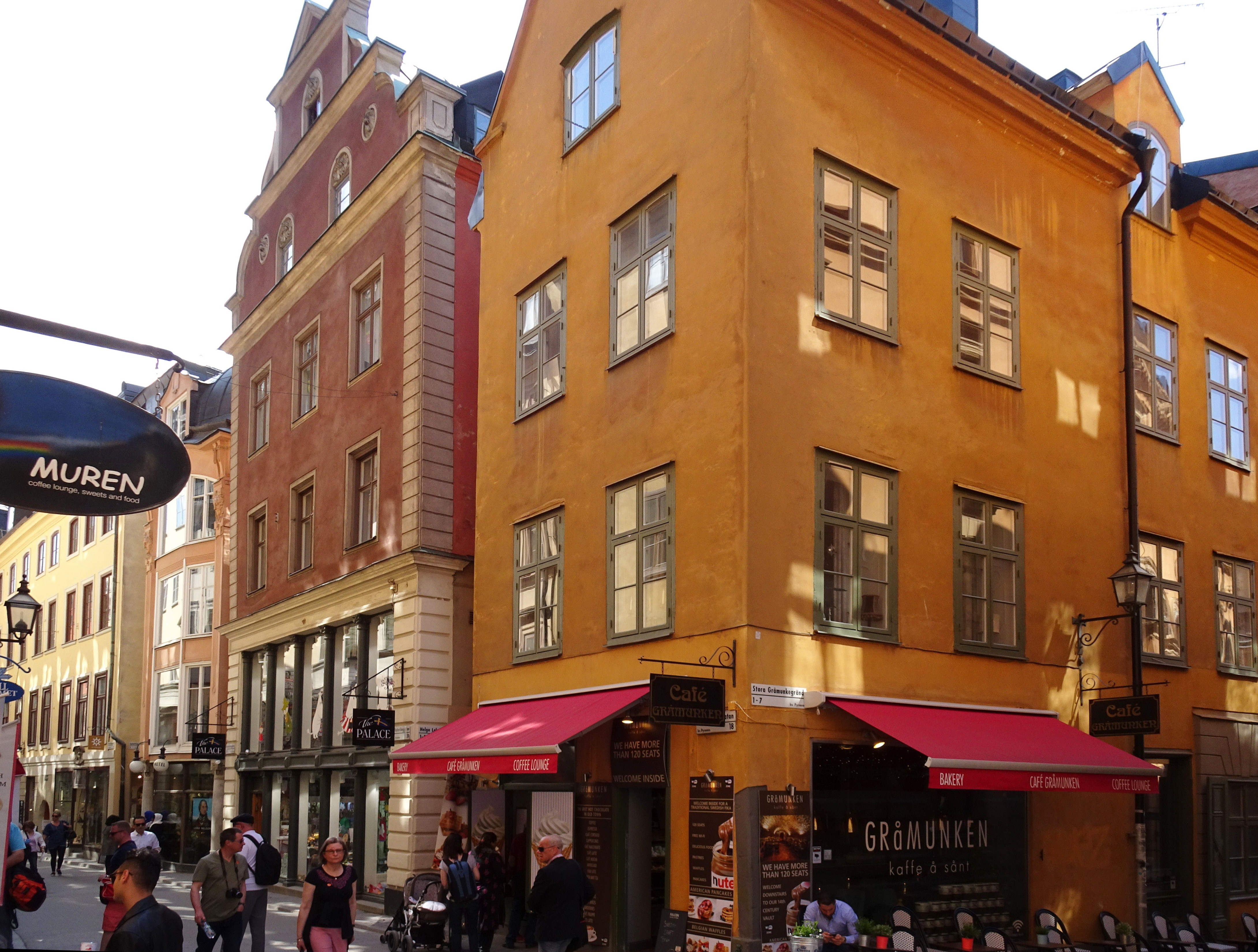
Västerlånggatan 20 och 18 (närmast)